# 天正 (梁)
天正（てんせい）は、南北朝時代の南朝梁において豫章王蕭棟の治世に使用された元号である。551年。

## 出来事
- 元年8月：大宝より改元。
- 元年11月：太始に改元。

## 西暦・干支との対照表
| 天正 | 元年  |
| 西暦 | 551年 |
| 干支 | 辛未  |